# 泥凼镇
泥凼镇，是中华人民共和国贵州省黔西南布依族苗族自治州兴义市下辖的一个乡镇级行政单位。

## 行政区划
泥凼镇下辖以下地区：
泥凼社区、石山村、金竹凼村、乌舍村、江边村、堵德村、经堂村、梨树村、老寨村和学校村。